# 소양2터널
소양2터널(所陽2터널, Soyang 2 Tunnel)은 전북특별자치도 완주군 소양면 화심리에 위치한 새만금포항고속도로지선 상의 터널이다. 묵방산을 관통하며, 2007년 12월 13일 익산 분기점 ~ 장수 나들목 구간과 함께 개통하였다.
연장 익산 방면은 198m, 완주 방면은 306m이고 폭이나 높이의 경우 소양1터널과 동일한 규모로, 방향별로 건설된 두 터널의 규모 차이가 있다. 산지에 건설된 탓에 터널 북서쪽으로는 바로 소양1터널으로, 동남쪽으로는 상관1터널으로 이어지며, 고도차를 극복하기 위하여 인근 선형이 뱀처럼 휘어 있다.

## 같이 보기
- 소양1터널: 익산 방면, 다음 터널
- 상관1터널: 완주 방면, 다음 터널